# Sjuøyane
Die Sjuøyane („Sieben Inseln“) bilden eine Inselgruppe nördlich von Nordostland, im Svalbard-Archipel.

## Geographie
Die Inselgruppe hat eine Gesamtfläche von 65 km². Sie ist vom Nordostland und dessen vorgelagerten Inseln durch den 13 km breiten Nordkappsundet getrennt. Die nördlichste Insel der Gruppe, Rossøya, ist die nördlichste Landmasse Norwegens. Die zweitnördlichste Insel der Gruppe, 80 Meter südöstlich von Rossøya, ist Vesle Tavleøya („kleine Tafelinsel“). Hauptinsel und größte Insel der Sjuøyane ist Phippsøya. Sie ist nach Constantine John Phipps benannt, der 1773 auf einer Expedition zum Nordpol Spitzbergen passierte, sich aber später zur Umkehr entscheiden musste. Ebenfalls an Bord war der spätere britische Admiral Horatio Nelson, Namenspate der Nelsonøya. Eine weitere Insel der Gruppe, die Parryøya, ist nach William Edward Parry benannt. Die übrigen beiden Inseln der Sjuøyane heißen Martensøya, benannt nach Friderich Martens, dem Verfasser einer Reisebeschreibung nach Spitzbergen aus dem 17. Jahrhundert, und Tavleøya, unmittelbar nordwestlich der Hauptinsel Phippsøya.
Die Sjuøyane sind Teil des Nordost-Svalbard-Naturreservats.
Die Insel Waldenøya im Südwesten wird nicht mehr zu der Inselgruppe gerechnet.

## Inseln
| \| Insel \| Fläche (ha) \| Höhe m \| WGS84- Koordinaten \| \| -------------- \| ----------- \| ------ \| --------------------------------- \| \| Rossøya \| 8 \| 50 \| 80° 49′ 42,0″ N, 020° 21′ 06,0″ O \| \| Vesle Tavleøya \| 30 \| 275[3] \| 80° 49′ 18,0″ N, 020° 21′ 36,0″ O \| \| Tavleøya \| 50 \| 230[3] \| 80° 45′ 12,0″ N, 020° 26′ 54,0″ O \| \| Phippsøya \| 2200[4] \| 465[3] \| 80° 43′ 18,0″ N, 020° 43′ 18,0″ O \| \| Martensøya \| 1500[4] \| 405[3] \| 80° 39′ 42,0″ N, 021° 08′ 54,0″ O \| \| Parryøya \| 1700[4] \| 370[3] \| 80° 38′ 18,0″ N, 020° 42′ 18,0″ O \| \| Nelsonøya \| 10 \| 140[3] \| 80° 37′ 42,0″ N, 020° 29′ 06,0″ O \| \| Sjuøyane \| 6500[2] \| 465 \| 80° 41′ 21,0″ N, 020° 42′ 11,0″ O \| |             |        |                                   |
| Insel | Fläche (ha) | Höhe m | WGS84- Koordinaten                |
| Rossøya | 8           | 50     | 80° 49′ 42,0″ N, 020° 21′ 06,0″ O |
| Vesle Tavleøya | 30          | 275    | 80° 49′ 18,0″ N, 020° 21′ 36,0″ O |
| Tavleøya | 50          | 230    | 80° 45′ 12,0″ N, 020° 26′ 54,0″ O |
| Phippsøya | 2200        | 465    | 80° 43′ 18,0″ N, 020° 43′ 18,0″ O |
| Martensøya | 1500        | 405    | 80° 39′ 42,0″ N, 021° 08′ 54,0″ O |
| Parryøya | 1700        | 370    | 80° 38′ 18,0″ N, 020° 42′ 18,0″ O |
| Nelsonøya | 10          | 140    | 80° 37′ 42,0″ N, 020° 29′ 06,0″ O |
| Sjuøyane | 6500        | 465    | 80° 41′ 21,0″ N, 020° 42′ 11,0″ O |

## Vogelkolonien
Eine Inspektion im Jahr 2007 fand im Gebiet der Sjuøyane 13 Brutkolonien von Meeresvögeln. Es wurden 4724 Dickschnabellummen und 2621 anscheinend besetzte Nester von Dreizehenmöwen  gezählt. Die Populationen wurden als stabil angesehen.